# Cantó de Sedan-Est
El cantó de Sedan-Est és un cantó francès del departament de les Ardenes, situat al districte de Sedan. Té 10 municipis i part del de Sedan.

## Municipis
- Balan
- Bazeilles
- Daigny
- Escombres-et-le-Chesnois
- Francheval
- La Moncelle
- Pouru-aux-Bois
- Pouru-Saint-Remy
- Rubécourt-et-Lamécourt
- Sedan (part)
- Villers-Cernay

## Història
| Data d'elecció                           | Identitat           | Partit        | Qualitat |
| ---------------------------------------- | ------------------- | ------------- | -------- |
| 1973-1979                                | Henri Rongère       | Divers droite |          |
| 1979-1985                                | Gilles Charpentier  | PS            |          |
| 1985-1992                                | Henri Rongère       | app. RPR      |          |
| 1992-2004                                | Pierre Sulfourt     | Divers droite |          |
| 2004-2011                                | Didier Herbillon    | PS            |          |
| 2011-                                    | Christian Apothéloz | PS            |          |
| les dades anteriors no són pas conegudes |                     |               |          |
|                                          |                     |               |          |

## Demografia
| A partir de 1990: Població sense dobles comptes |